# كأس النرويج 1988
كأس النرويج 1988 (بالنرويجية: Norgesmesterskapet i fotball for menn 1988)‏ هو الموسم 83 من كأس النرويج. أشرف على تنظيمه اتحاد النرويج لكرة القدم، وفاز فيه نادي روسنبورغ.